# 天皇賞
- 關於春季在京都競馬場舉行草地3200米國際一級賽，請見「春季天皇賞」。
- 關於秋季在東京競馬場舉行草地2000米國際一級賽，請見「秋季天皇賞」。

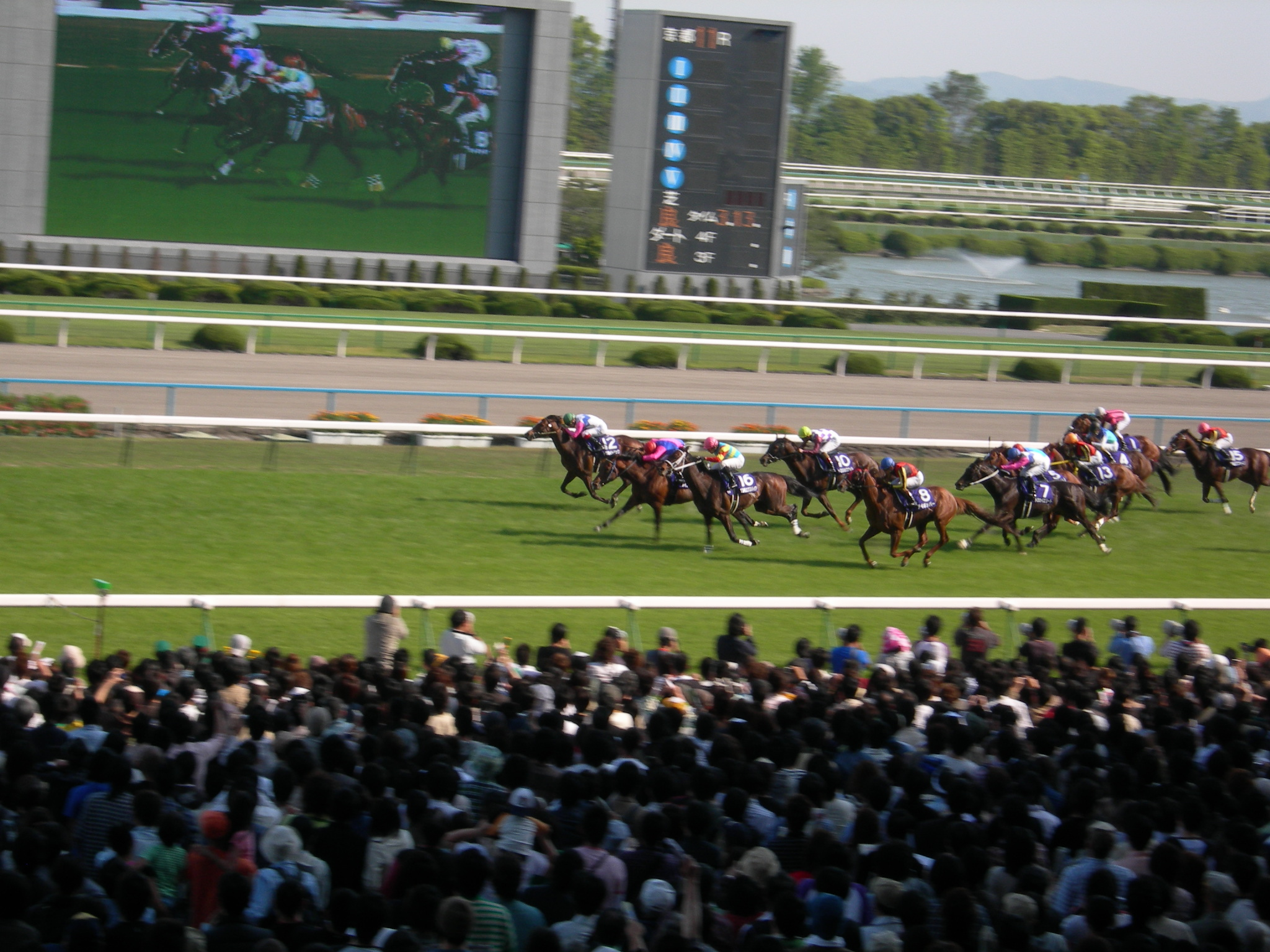
第135回春季天皇賞

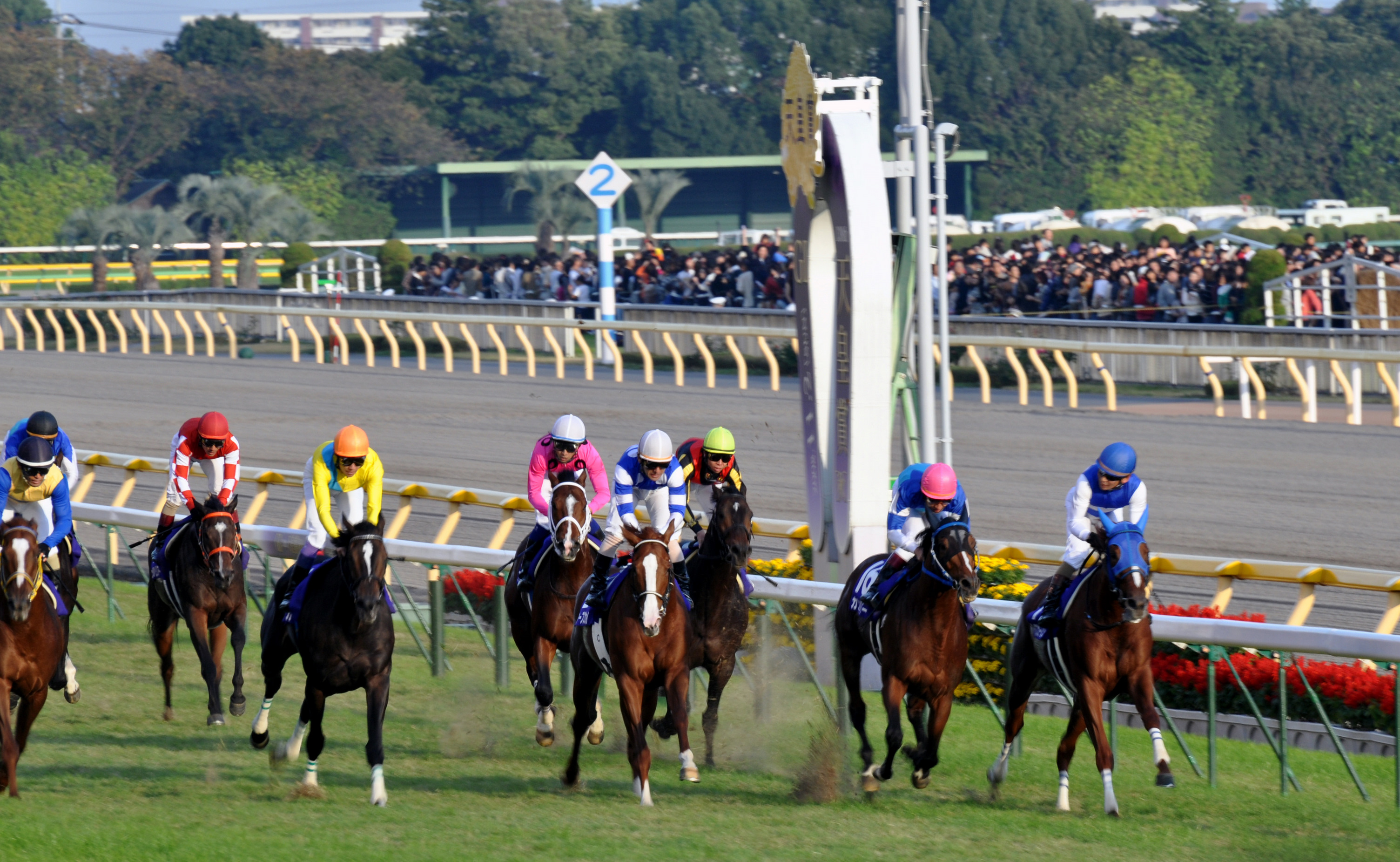
第138回秋季天皇賞

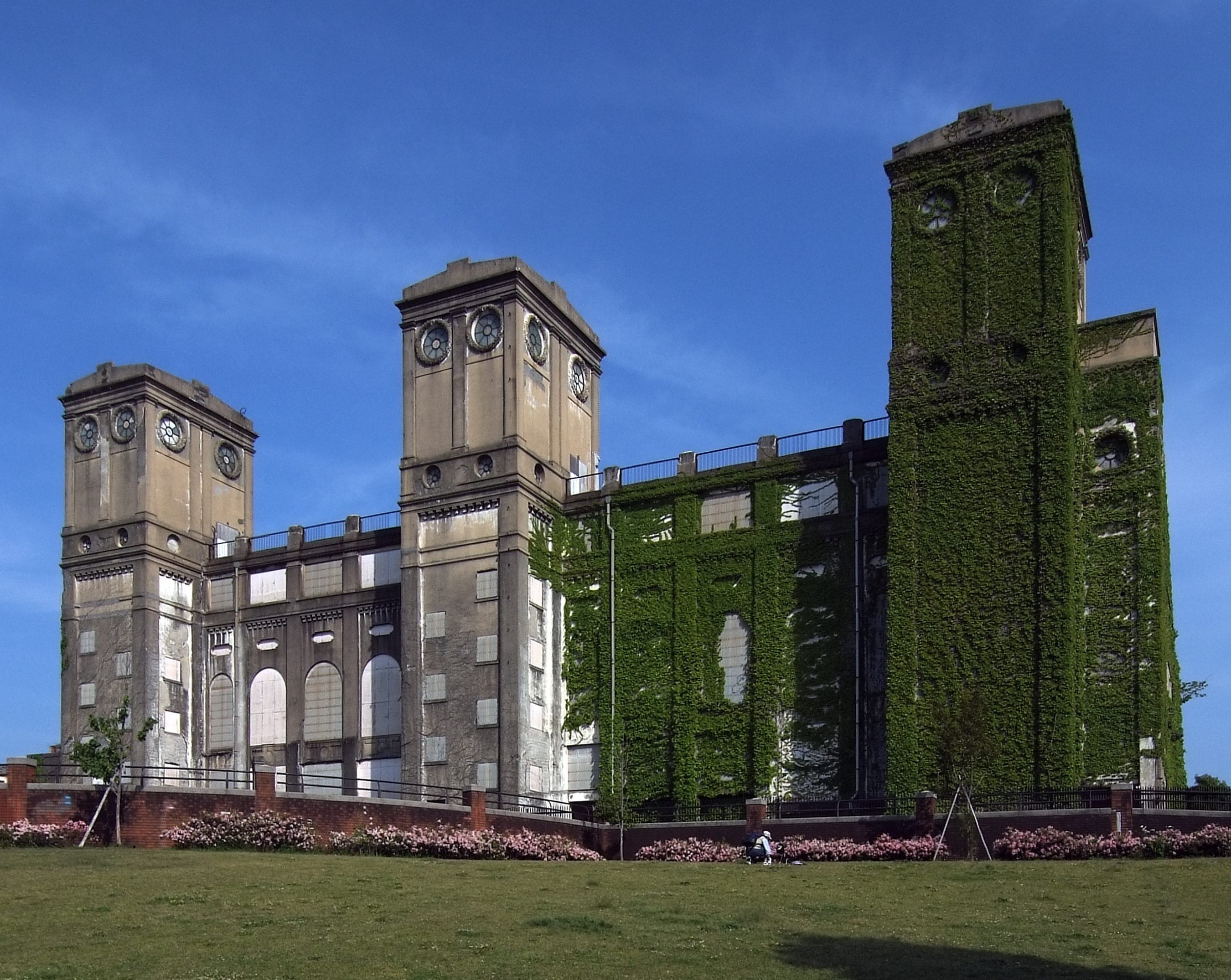
天皇賞的前身「天皇盃（The Emperor's Cup）」的舉辦場所—舊横濱競馬場（現在為根岸森林公園、根岸競馬紀念公苑）

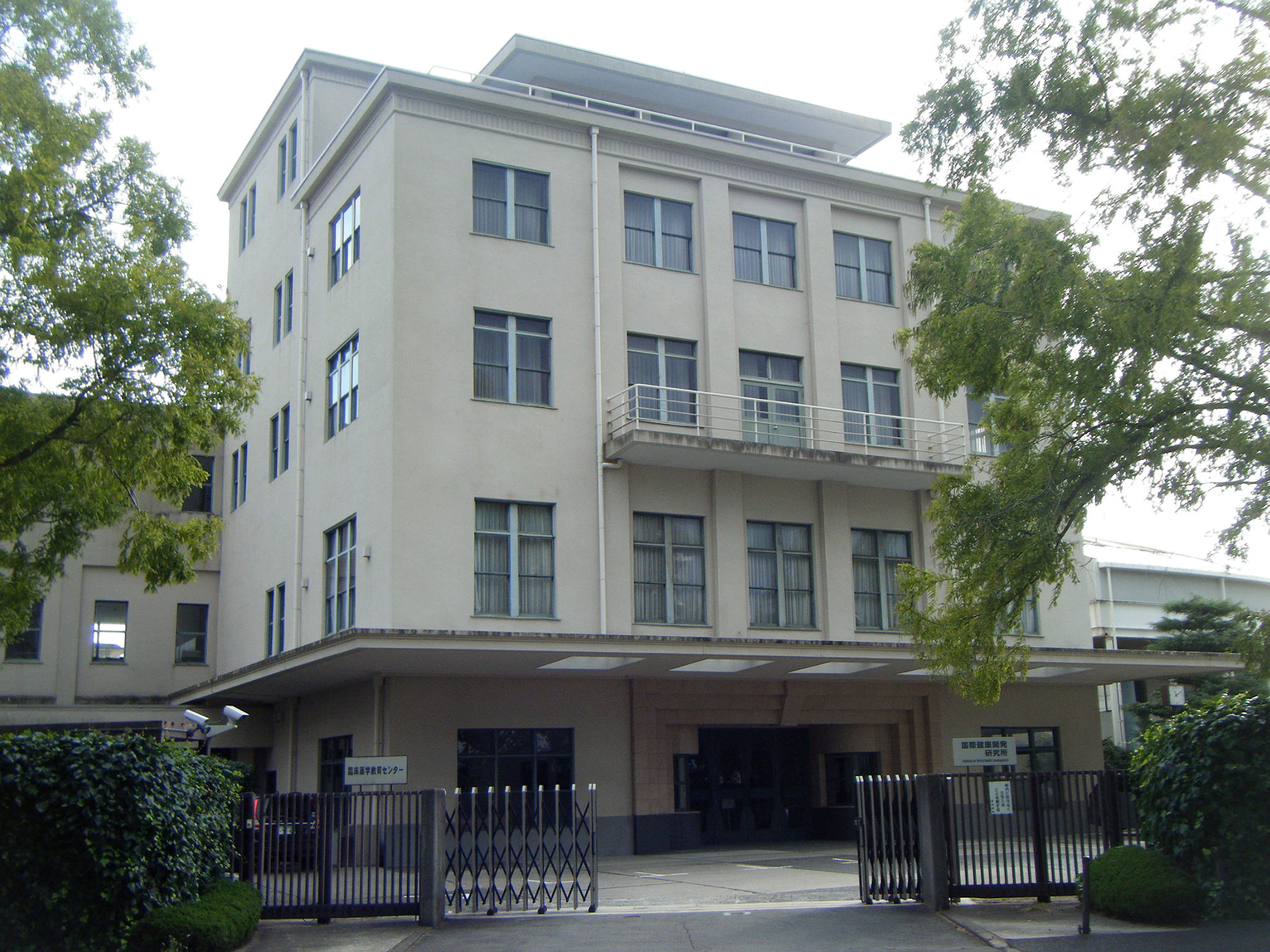
首六屆春季「帝室御賞典」的舉辦場所—舊阪神（鳴尾）競馬場（現在為武庫川女子大學附属中學校・高等學校藝術館）

天皇賞（日语：天皇賞）是日本中央競馬會（JRA）每年分別於春秋兩季舉辦兩次的賽馬賽事，於春季在京都競馬場舉辦的是「春季天皇賞」，而於秋季在東京競馬場舉辦的是「秋季天皇賞」，兩者均屬國際一級賽。
天皇賞是日本賽馬歷史中最為悠久的國際一級賽及最重要的賽事之一。除優勝獎金之外，皇室還下賜了一面盾牌作為獎盃，因此天皇賞亦稱為“盾”。

## 歷史
天皇賞源自1905年在橫濱競馬場舉行的「天皇盃」及「天皇瓶（Mikado's Vase）」兩場賽事。賽事可以追溯到當時日本面臨的外交問題而促使此賽事的誕生。後來「天皇盃」就以「帝室御賞典」的名義，從明治時代末期到1937年，每年在日本各地舉辦10次。另一方面，此賽很大程度上繼承自1911年至1937年在目黑競馬場舉行的「優勝內國産馬連合競走」的賽制，該賽為每年春秋兩季各舉行一場3200米的賽事，是當時日本獎金最高的賽事。
1937年秋季的「帝室御賞典」開始整合和統一，日本中央競馬會(JRA) 將該屆定為首屆「天皇賞」。在太平洋戰爭加劇的情況之下，「天皇賞」一度在1944年至1947年暫停舉行。直到戰後的1947年春季重新以「平和賞」的名義重新舉行，並在同年秋季正式以「天皇賞」的名義進行至今，並且固定舉辦的時期及場地。
自1937年以來，天皇賞一直被定位為“古馬的最高峰”而長期置於日本賽馬賽事的中心，並被列入前八大競走，獎金與東京優駿（日本打吡）及後來成立的有馬紀念和日本盃同為日本最高級別的賽事。時至今天，雖然「天皇賞」已經不是日本最高獎金的賽事，但仍然是繼日本盃、東京優駿（日本打吡）、有馬紀念後的最高獎金賽事。
即使經過自1980年代以來推行的各種賽制改革以及獎項和賽事條件的變化，天皇賞依然作為日本現有的賽馬歷史和傳統最長的主要賽事。
春季天皇賞和秋季天皇賞雖然在場地等賽事條件不同，但舉行屆別是共通的「天皇賞」，舉行屆別按舉行次數從春季到秋季依次遞增，是日本現在唯一定期一年舉行多次且名稱相同的賽馬賽事。

### 起源

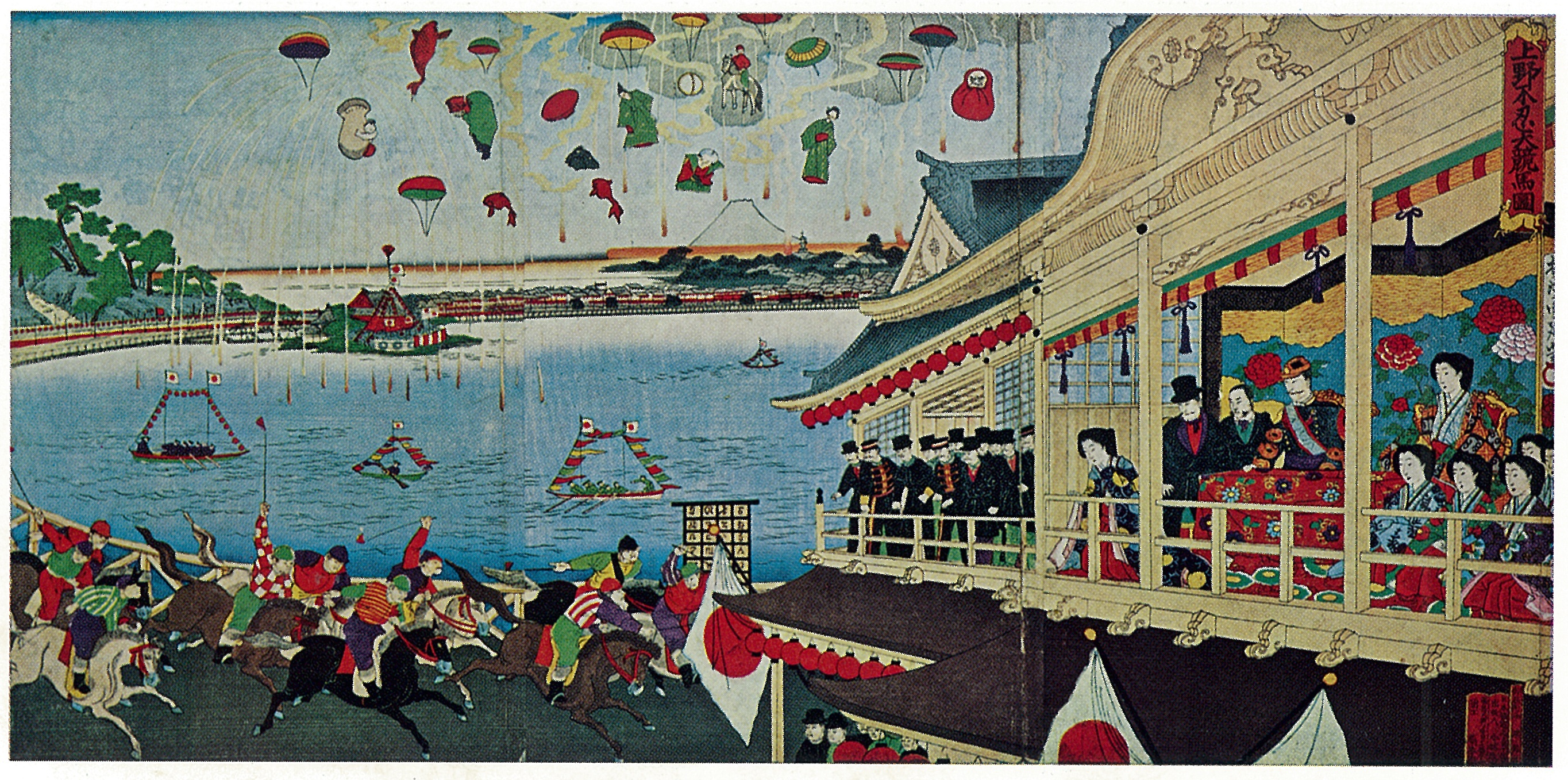
1884年，明治天皇於上野不忍池競馬觀賞賽事

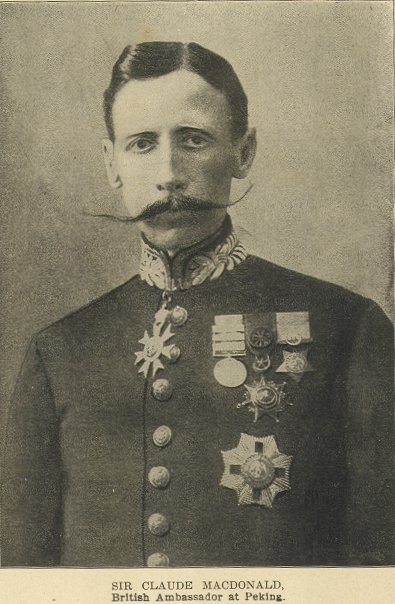
竇納樂

王政復古後，明治新政府面臨的重要外交問題之一是修改與其他國家（主要是歐美國家）簽訂的不平等條約。明治政府為了促進修約談判，積極採用以鹿鳴館為代表的西方文化。賽馬就是其中之一，賽馬場是重要的外交舞台，明治初期政府和明治天皇都在進行西洋賽馬。其中，根岸（橫濱）競馬場自德川幕府末年開園以來一直由外國人建立並經營，競馬場會長也由歷任英國公使擔任。明治天皇經常與日本外交官和負責外交事務的政治家一起前往根岸競馬場，以實現條約修訂。
在英國，於三國之戰復辟後，查理二世國王親自創建了一項大賽，並頒發了豪華的獎盃成為英國王室的一項傳統。明治天皇決定仿效這項傳統，向根岸競馬場下賜豪華獎盃（花瓶），即1880年創立的「天皇瓶（Mikado's Vase）」。
1900年代實現了不平等條約的修訂。從修訂與英國的條約開始，還與英國簽訂了英日同盟，成為日俄戰爭的後盾。日俄戰爭中，日本戰馬的質量和數量顯著不足，軍方依靠英日同盟要求大量進口優質戰馬。英國緊急從大英帝國中靠近日本的產馬地澳洲出口了3,700多匹馬作為回應。
英國公使竇納樂在與英國的這一系列外交談判中發揮了重要作用。 竇納樂原為公使，1905年晉升為全權大使。與竇納樂有私人信任關係的明治天皇向竇納樂贈送了「菊花御紋付銀製花盛器」。當時，竇納樂兼任根岸競馬場的會長，明治天皇賜予的清酒盃（當時譯為）供1905年5月6日創立的「天皇盃」作為獎盃。此後，明治天皇每年都會為根岸競馬場的賽事下賜獎盃。後來此賽命名為「帝室御賞典」，JRA稱其為“天皇賞的前身”。
由於根岸競馬場是外國人經營的，所有的文件和記錄都是以英文撰寫，當時的負責人把翻譯成了日語。 1905年譯為，1906年譯為，1907年後使用與傳媒報導統一翻譯的。

### 帝室御賞典的擴大與統一

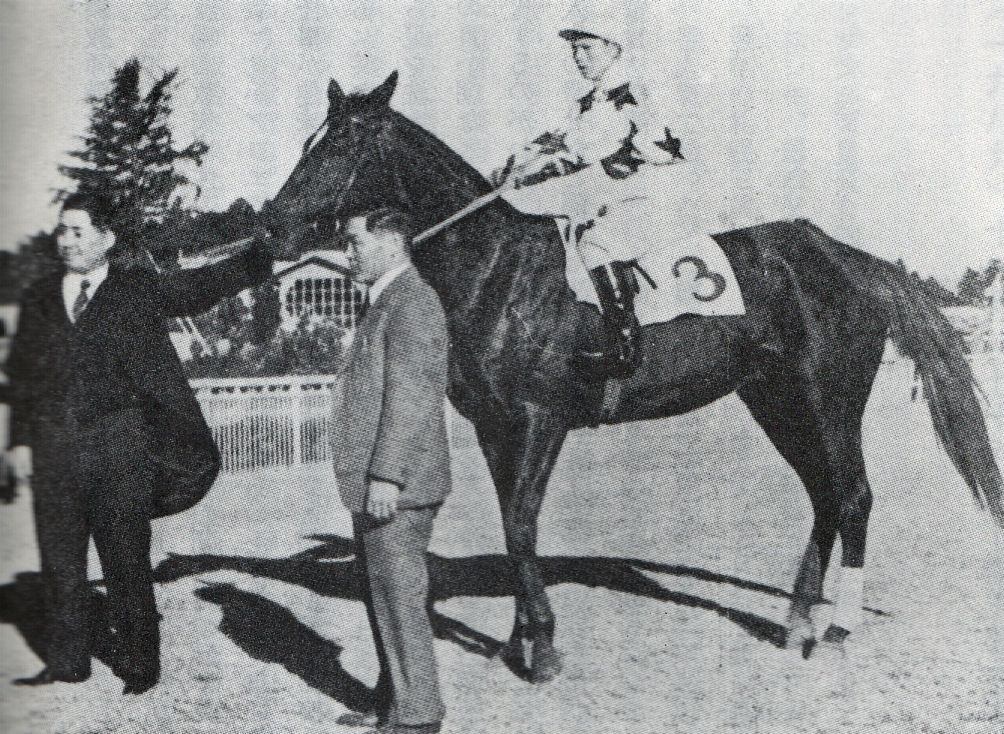
1937年秋季「帝室御賞典」（即第1回天皇賞）冠軍「Happy Might」

1899年前，明治天皇積極巡幸競馬場，直到1899年修訂不平等條約後不再現身競馬場，而是改派皇族或親王作為代理。從那以後到2005年秋季天皇賞，天皇本人已經有106年沒有到訪競馬場觀賞賽事（又稱「天覽競馬」）。
1906年，東京競馬會作為一個成熟的日本賽馬俱樂部成立，負責的加納久宜子爵諮詢了明治天皇的臨席和下賜獎盃與否。雖然在賽事10天前天皇下賜了獎盃，但明治天皇的巡幸卻被拒絕。當時舉行的「皇室賞典」賽事被當時的傳媒報導為「帝室御賞典」，其後並改以此名稱舉辦。
由明治天皇授予的「帝室御賞典」很快擴大至全國的賽馬俱樂部。繼根岸和東京之後，阪神每年獲兩次下賜，福島、札幌、函館和小倉等產馬地區每年也獲一次下賜。由於各地賽馬俱樂部在各自的賽事條件下，擴大至每年在全國各地舉辦10次「帝室御賞典」，因此距離、負重等條件各不相同，除賽事名稱及天皇下賜獎盃以外沒有統一性。
另一方面，在1911年，作為決定日本最佳馬匹的賽事「優勝内國産馬聯合競走（俗稱：聯合二哩）」與「帝室御賞典」分開舉行。頭馬獎金為3,000日元，亞軍獎金為1,500日元，是當時日本獎金最高的賽事（當時「帝室御賞典」頭馬只有獲得獎盃，沒有獎金），途程為兩哩（約為3,200米），條件是分齡讓磅，只有各地賽馬俱樂部舉辦的冠軍賽事中名列前茅的馬才能參賽。「優勝内國産馬聯合競走」最初一年舉辦一次，後來一年舉辦兩次。
隨著昭和時代進入戰時體制，各地的賽馬俱樂部於1936年被整合及統一為日本競馬會。日本競馬會在1937年整合了各個地的賽馬俱樂部每年舉辦10次的「帝室御賞典」，定於春季在阪神競馬場（鳴尾競馬場）和秋季在東京競馬場舉行。自此改為每年兩次舉行。首屆賽事於1937年秋季在東京舉行的「帝室御賞典」，其後JRA認為該屆賽事為「天皇賞」中的第一屆賽事，比賽內容繼承自「優勝内國産馬聯合競走」。換言之，由天皇（皇室）授獎的獎盃是繼承自「帝室御賞典」，途程和賽制則是繼承自「優勝内國産馬聯合競走」，兩者結合成現在的「天皇賞」。此外，「帝室御賞典」被定位為年長馬的頂尖賽事，與東京優駿（日本打吡）的4歲（現在3歲）馬的賽事作明顯劃分。
統一後的「帝室御賞典」不僅是決出日本最好的賽駒，也是決出未來種馬的最佳能力測試。此外，在以天皇至上的舊帝國憲法的日本，獲得從天皇下賜的獎盃為平民（馬主）和農民（畜牧業者）的終身榮譽。

### 戰爭的影響和天皇賞的開始
由第二次中日戰爭到太平洋戰爭期間，「帝室御賞典」沒有中斷並改用木盾作為獎盃。然而隨戰局惡化時，許多馬主在行動中喪生，馬匹的擁有出現問題。日本競馬會通過購買所有的馬匹以解決了這個問題，但由於日本競馬會購買了所有的賽駒，使他們難以保持“爭奪獎金”的賽馬特質。此外，在1944年春天，軍部禁止賽馬投注，因此日本競馬會在舉辦農商省賞典四歲及東京優駿（日本打吡）等重大賽事時，以「能力測試競走」舉行，不作投注。 1944年春天，「帝室御賞典」移至京都競馬場舉行，但由於皇室沒有下賜獎盃，改作為「能力測試競走」閉門舉行。同年秋天被暫停舉辦。1945年，由於戰事加劇，「能力測試競走」也不再舉行。
戰爭結束後，1946年秋季恢復賽馬。「帝室御賞典」決定從1947年春季恢辦，日本競馬會向皇室請求下賜獎盃。然而此時盟軍最高司令官總司令部尚未決定對皇室的處置，因此未能下賜獎盃。這使日本競馬會突然將此賽的名稱改為「平和賞」。
原定於1947年秋季舉行“第2回平和賞”的前一天，皇室決定恢復下賜獎盃（天皇盾），並將賽事名稱改為「天皇賞」。該屆賽事更一度宣佈以“第1回天皇賞”名義舉行，其後主辦機構宣佈改以1937年秋季的「帝室御賞典」作為第一屆計算，並被命名為“第16回天皇賞”。其後「天皇賞」的主辦機構從日本競馬會到通過國營賽馬主辦，到1954年被日本中央競馬會接管。
目前，1944年春季天皇賞（「能力測試競走」）和1947年「平和賞」也被列入官方舉行屆別，「能力測試競走」是「第14回天皇賞」，而和「平和賞」則是「第15回天皇賞」的代名詞。另一方面，由於在該兩屆賽事中沒有皇室下賜的獎盃，因此也有將該兩屆賽事排除在「天皇賞」的屆別的想法。

### 國內年長馬的頂尖賽事
從重編為每年舉辦兩次的「天皇賞」開始，天皇賞就被定位為年長馬的頂尖賽事。按照當時的賽制，勝出次數越多，負磅便越重。在勝出平磅的天皇賞後，參與其他賽事的負磅可能由六十多公斤增至七十多公斤。考慮到馬匹的負擔，可以參與的賽事數量非常有限。另外，「帝室御賞典」和「天皇賞」在1980年前都有一套特殊制度，就是曾經勝出「帝室御賞典」或「天皇賞」的馬，就不能夠參與是後來的「帝室御賞典」或「天皇賞」。這是基於如果一匹贏得「帝室御賞典」或「天皇賞」的馬再次參與後未能勝出，「帝室御賞典」和「天皇賞」冠軍的尊嚴就會下降。與此同時也需要一些包括勝出「天皇賞」的出色賽駒迅速成為種馬，為改善日本賽馬做出貢獻，同時保持其作為「帝室御賞典」和「天皇賞」冠軍的尊嚴。
很多年長馬均以勝出「天皇賞」為最大的目標，與此同時一旦獲勝後就幾乎沒有賽事可作為目標。此外，當時勝出次數增加的馬匹的負磅還會進一步增加，所以很多馬匹在奪冠後都會選擇退役。1937年至1955年期間有10匹馬在勝出「天皇賞」後在該賽季中退役。此外，3匹馬於「天皇賞」奪冠後更轉戰地方競馬。

### 尋找新目標
1956年底在中山競馬場設立的中山Grand Prix（後稱有馬紀念）作為年終決出最優秀馬匹的賽事，沒有4歲馬（現在3歲）與古馬之分。
自此有馬紀念成為勝出天皇賞的頂尖馬匹的新目標，從有馬紀念成立到2013年期間，只有5匹馬在勝出天皇賞後引退。
另一方面，一些勝出天皇賞的馬匹開始出國尋找新的目標。1952年在美國創立的“華盛頓國際錦標”就是一個代表例子，該賽為邀請制，不少天皇賞冠軍獲邀參與。由於“華盛頓國際錦標”於11月舉行，與當時11月下旬舉行的秋季天皇賞同時舉行。當時曾勝出「天皇賞」的馬匹不容許再次參賽，因此一些馬匹在秋季遠征“華盛頓國際錦標”，並於12月返回日本參與有馬紀念。
從有馬紀念成立到1981年的25年間，有7匹馬在勝出天皇賞後遠征海外，其中5匹在秋季遠征“華盛頓國際錦標”，另1匹挑戰了歐洲的凱旋門大賽。然而，這些馬匹都沒有能夠達到目標，反映日本賽駒與西方賽駒的能力差異。

### 日本盃的創立
勝出天皇賞的頂尖馬匹在日本以外無法獲勝，這一事實在日本引起了兩種相互矛盾的想法，一種是由於強大的外國賽駒進入日本而導致國產馬匹衰退的威脅論，另一種是通過與更強大的外國馬匹對抗來提高日本馬匹水平的門户開放論。
自1970年代後半期以來，日本一直提倡「世界級的強馬」，並計劃舉辦邀請日本以外訓練的馬匹參與的國際賽事。創辦日本盃其中一項目標是在通過邀請國外馬匹並與日本頂級馬匹較量，為日本賽馬注入活力。
自1937年秋季起每年舉行兩次天皇賞以來，傳統上在11月下旬舉行的秋季天皇賞。為配合“華盛頓國際錦標”的參賽馬更容易參與日本盃，秋季天皇賞在創立日本盃後改於10月舉行。日本盃是一項全新賽事，獎金比東京優駿（日本打吡）、天皇賞、有馬紀念更高，使日本古馬賽制徹底改變。在首屆日本盃舉行前一個多月前以記錄時間勝出的馬匹在日本盃中被外國賽駒擊敗，震驚了日本賽馬界。結果是日本盃的商業成功不僅推動了日本的變革，也推動了亞洲賽馬的變革。

### 國際化與秋季天皇賞的縮程
在日本盃創立前，外國馬主擁有的馬匹都不允許參與日本賽事。針對日本賽馬長期的封鎖問題，日本中央競馬會自日本盃成立以來，一直以“競馬國際化”為目標，開展多方面的改革。“國際化”不僅意味要吸引國外馬匹到日本參賽，更包括在制度方面達致“國際標準”。
日本中央競馬會推出了各種改革，使日本賽馬符合“國際標準”。1984年引進的“分級制度”就是其中之一。春秋兩季的天皇賞也被評為GI，但最初的等級制度只是中央競馬獨有等級，與歐美在建立1970年代的“分級制度”不相容。此後，由於實施了各種開放措施，2005年，春秋兩季的天皇賞成為國際賽事，外國訓練馬也能出賽。此外，從2007年開始，分級制度已經得到國際認可。
1983年11月，日本中央競馬會宣布了重大改革，例如在1984年入“分級制度”及提出將秋季天皇賞的途程縮短到草地2000米，這一變化顯著改變賽事的性質，同時面對希望保留尊重3200米途程傳統及東京競馬場的2000米賽道的問題的意見。另一方面，基於日本在首屆日本盃上被外國馬匹擊敗的事實，存在諸如強化速度比耐力更重要的觀點。因此從1984年秋季天皇賞開始，賽事途程縮短到草地2000米，定位為中央競馬的“中距離冠軍戰”。
與此同時，賽事規例也作出了修改。1991年中央競馬引入1950年代在歐美的貶低名次制度（現稱「第二類」準則），意即若一匹賽駒經研訊後被裁定於陣上曾對他駒構成干擾，其名次有機會被作出修訂，而被貶在受干擾馬匹之後。該年的秋季天皇賞首匹衝線馬因此貶至第18名，不僅是歷史上首次在日本分級賽中對貶低首匹衝線馬匹的名次，更是首次引用在對壓倒性大熱門上，成為了當時一個很大的話題。
從1981年起廢除了從「帝室御賞典」時代開始曾勝出此賽的馬匹不能再次參賽的制度，容許過去勝出此賽的馬匹再次參賽。2000年起，容許1971年來一直不允許參賽的外國產馬參賽。2008年起，更容許多年來一直不允許參賽的閹馬（去勢雄馬）重新參賽。
天皇賞自1937年首屆「帝室御賞典」以來一直被定位為“古馬的頂尖賽事”。但自1987年秋季天皇賞的參賽條件改為4歲（現在3歲），以及自1980年代以來，在擴展短途、泥地和雌馬賽等不同路線，海外遠征也變得更加容易。使得各種賽駒可選擇不同出路，使天皇賞成為“眾多頂點之一”。然而在日本國內GI賽事中，此賽獎金僅在日本盃、有馬紀念和東京優駿（日本打吡）之後。
作為日本最高獎金賽事之一，以皇室所下賜天皇盾的權威，以及悠久的歷史和傳統，天皇賞至今仍被視為“古馬的最高榮譽”。

## 優勝獎盃與天皇盾
天皇賞的起源，即「天皇盃」及「天皇瓶（Mikado's Vase）」，是由明治天皇下賜的獎盃，通常是一些貴金屬的美術品或工藝品。這些獎盃除了具有很高的價值外，還有由“天皇賜予”的事實，是一種無法用金錢衡量的榮譽。

### 明治天皇與優勝獎盃
明治天皇前往日本各地觀看賽馬，並向獲勝的騎師和馬主頒發獎金和獎品，下賜物品包括桶裝酒、黄八丈、白絽的反物，白羽二重、美術品、工藝品等。
根岸（橫濱）競馬獲得不少來自外部贊助的獎金和獎盃，當中不乏來自皇室和皇族的贊助，例如以俄羅斯皇太子頭銜命名的賽事，實際上該賽獎盃是由日本皇室贊助。明治天皇在根岸競馬場有下賜獎盃的記載，包括「金銀銅像嵌銅製花瓶一對」和「經一尺龍浮彫七寶入銀製花瓶」等。1900年，俄國公使羅曼·羅森名下馬匹勝出賽事後獲贈「銀製花鳥七寶菓子敷」。另在上野競馬場也有下賜「金象眼銅製馬」的記載。除皇室以外，神奈川縣令也在根岸競馬賽事「神奈川賞盃」中贈送「青銅製酒杯」作為獎盃。
天皇賞的前身「天皇盃」成立時，獲得明治天皇下賜獎盃的日本競馬俱樂部將其翻譯成日文時意作。1906年秋季池上競馬場舉行的「皇室賞典」中下賜了一個帶有菊花紋章浮雕、直徑約30厘米、深約15厘米，名為「銀製花盛鉢」三足大銀碗。自此以後，下賜的獎盃均是帶有菊花紋章浮雕的銀製花盛器（如銀碗和西洋杯）。在頒發有關獎盃時對所有參與人士的服飾和禮儀都具有一定要求，如所有參與人士應著正式服裝（晨禮服、國民服、軍服等）。

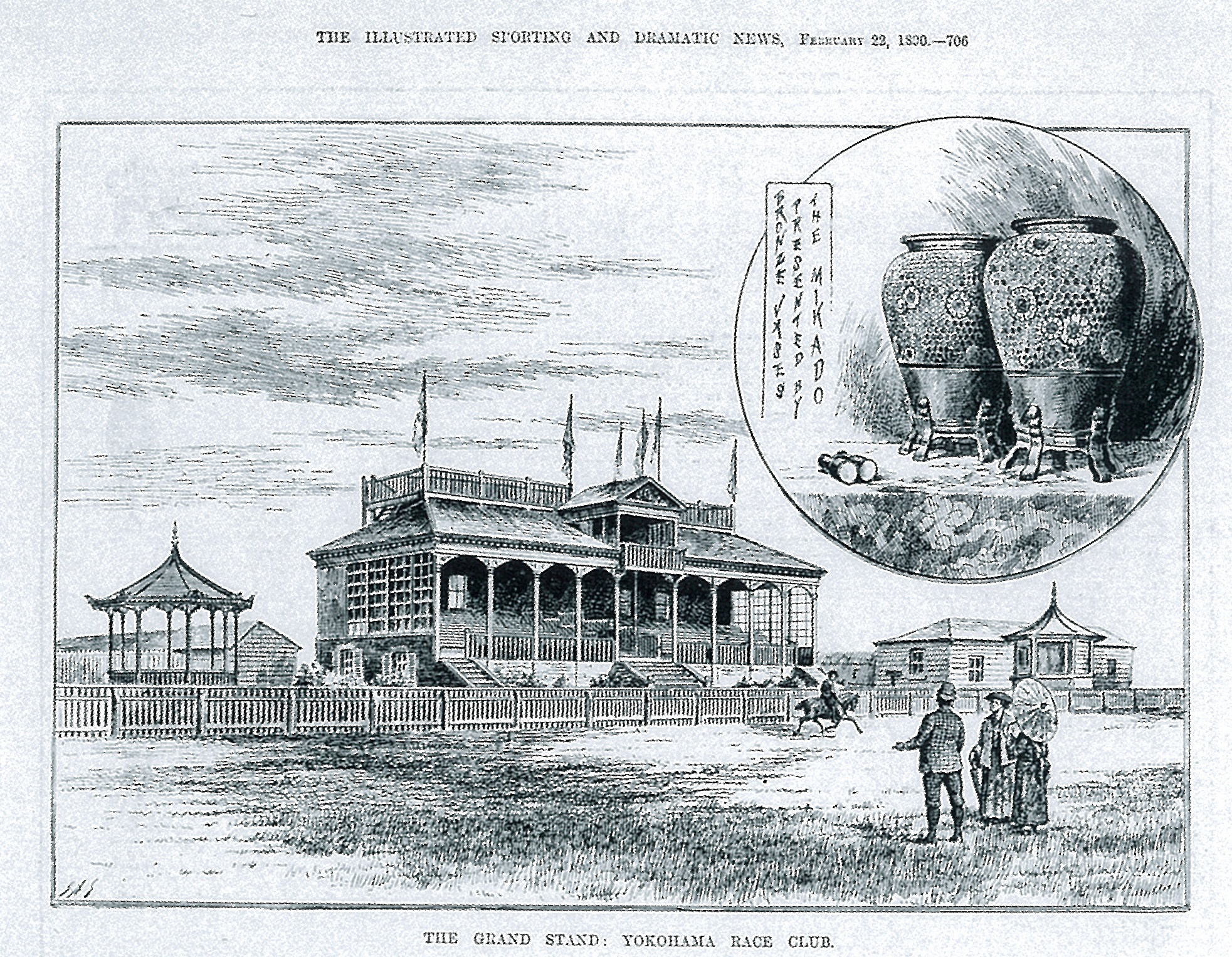
1888年的横濱競馬場看台及天皇御下賜賞的青銅花瓶
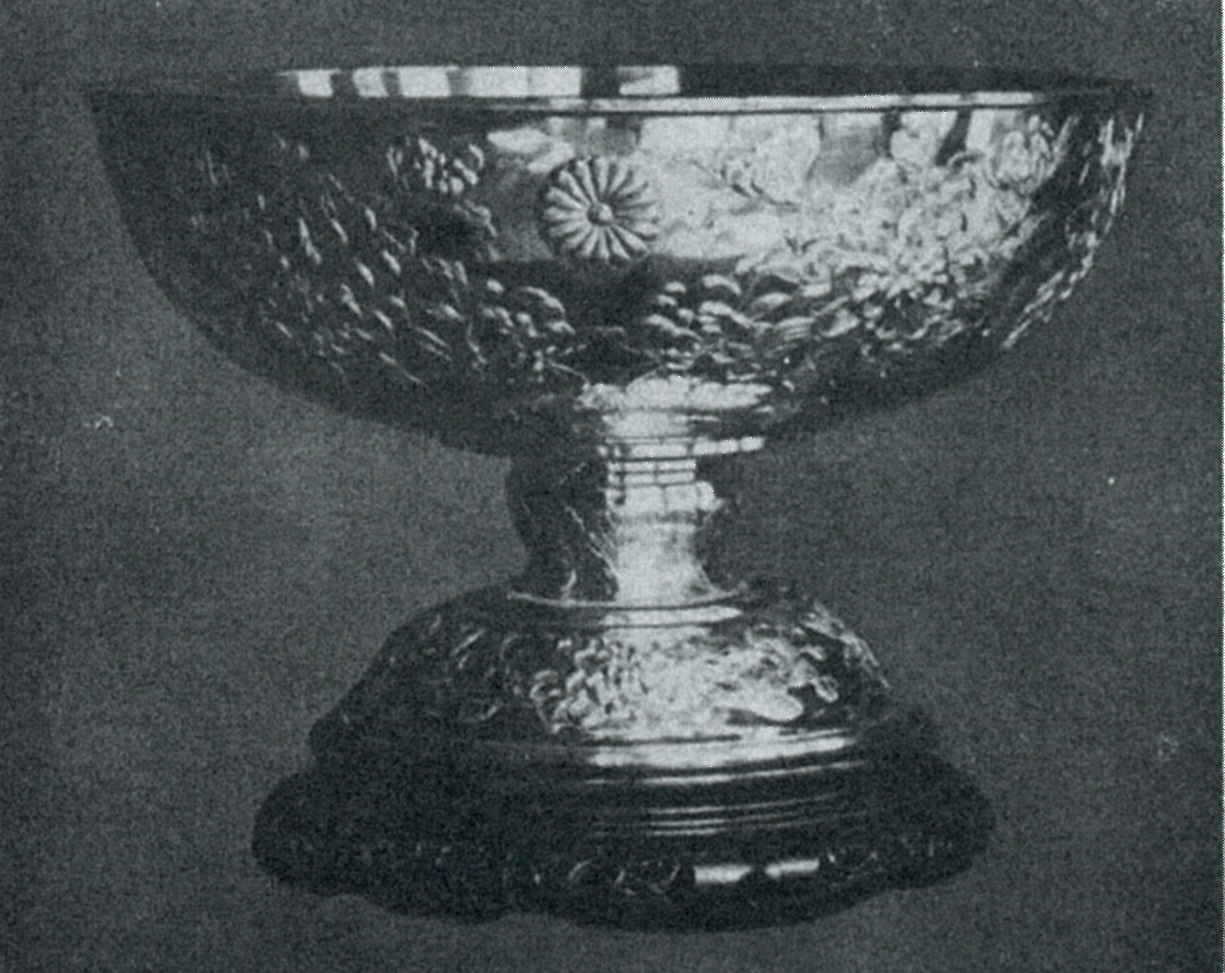
天皇在1907年向池上競馬場「帝室御賞典」下賜的獎盃
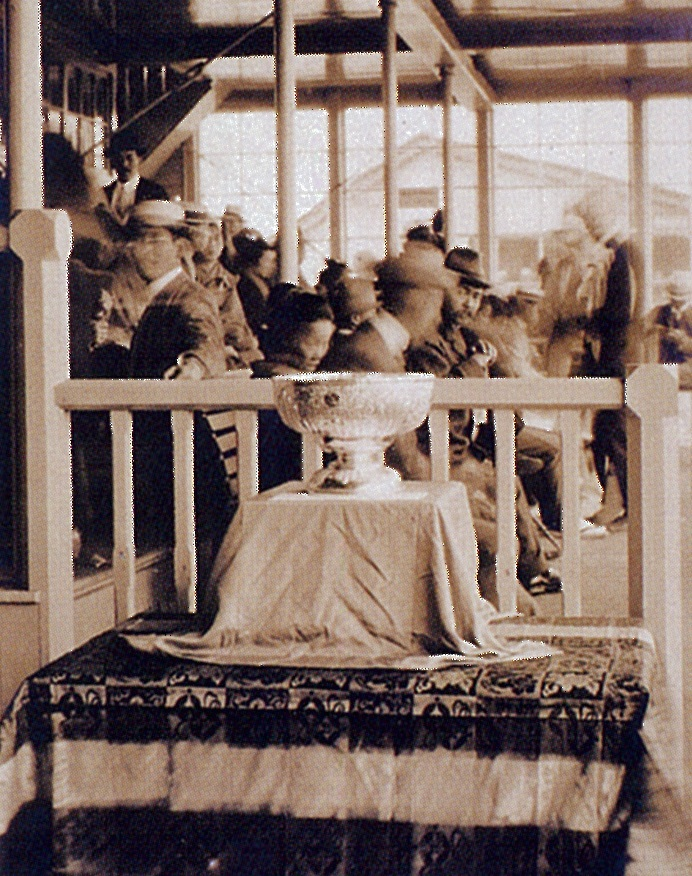
1908年在橫濱競馬場主看台展示的「帝室御賞典」的「御紋付花盛器」
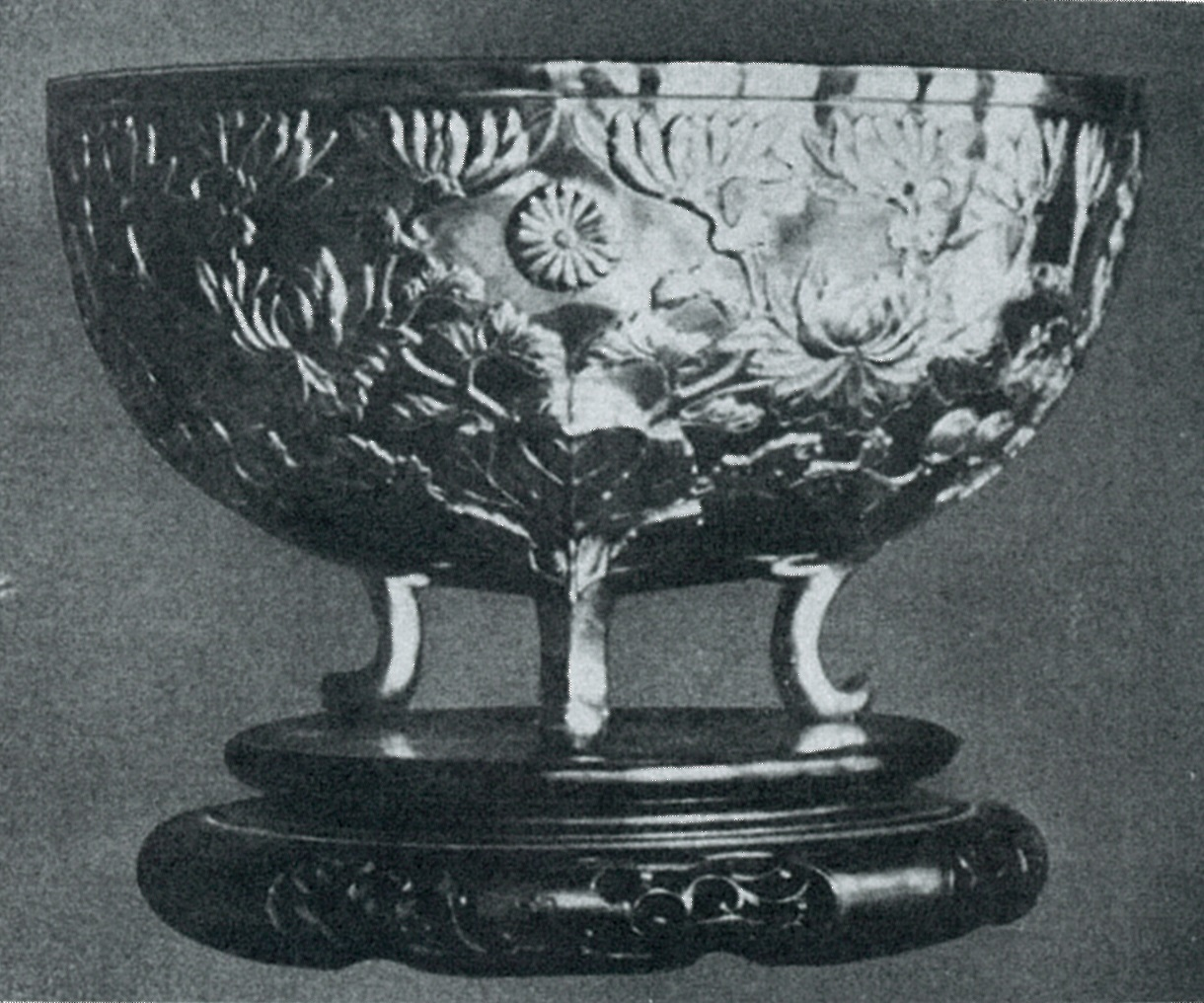
天皇在1908年向池上競馬場「帝室御賞典」下賜的獎盃

### 天皇盾

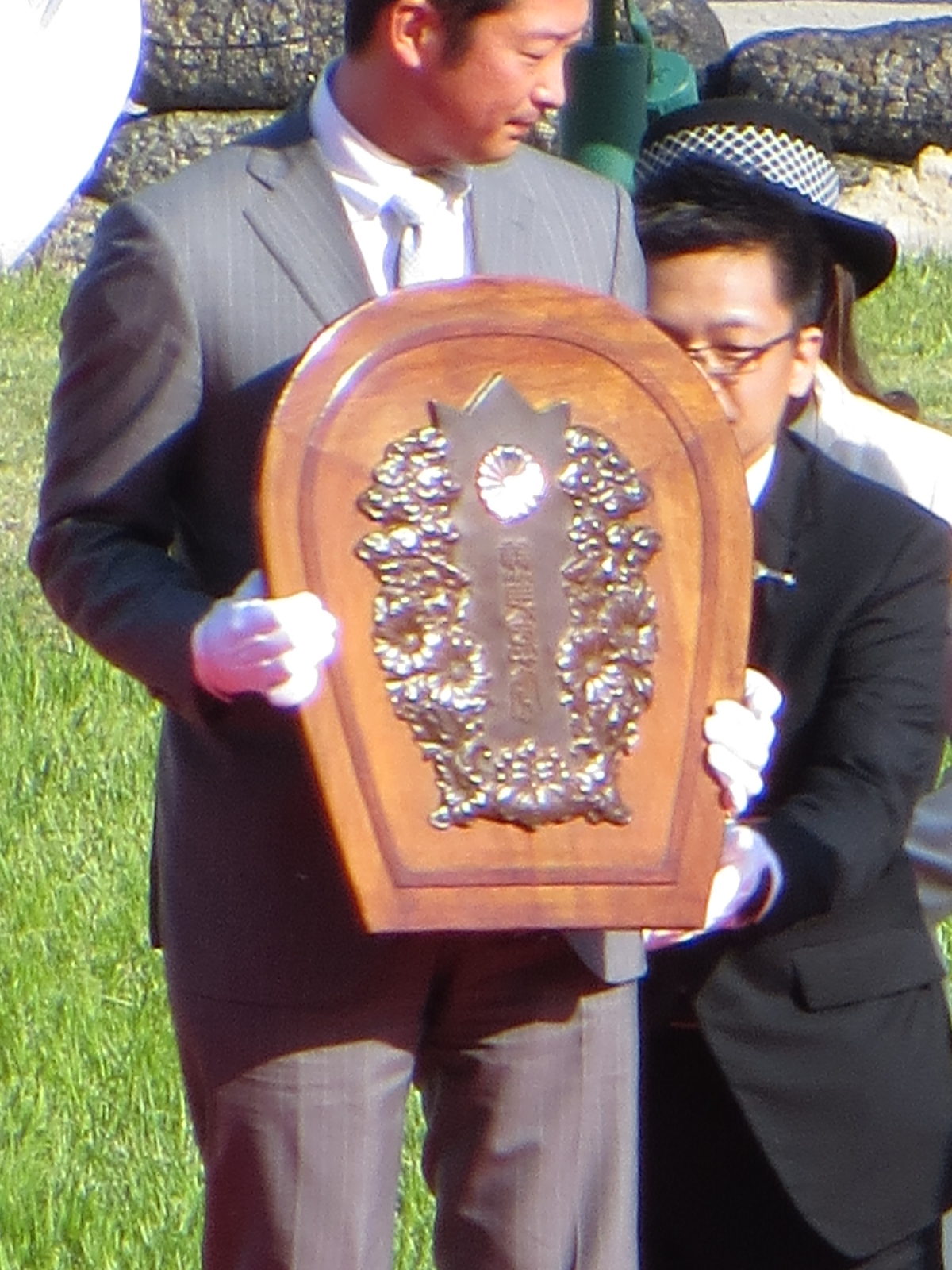
現時頒發的天皇盾（第147回天皇賞）。 獲勝馬主戴著白手套接過天皇盾。

下賜盾牌是英國王室的傳統。原國王查理二世在流放法國期間磨練了馬術技能，在復闢加冕後重建了新市場馬場。1665年，查理二世創建了一項名為「（或 ）」的賽事，國王本人作為騎師獲得了首屆冠軍並為自己提供了一塊優勝盾牌。該賽被繼承為“國王碟”（在女性君主在位的情況下稱為“女王碟”），是世界上現存最古老的賽馬比賽。
於明治時代是天皇下賜的是華麗的銀盃，在爆發的第一次世界大战期間的大正時代賽事也持續了30多年。在1937年9月，皇室通知競馬會隨後每年只頒發兩次獎盃。自此每年舉行10次的「帝室御賞典」減至每年舉行兩次，而皇室將通過減少「帝室御賞典」的次數使賽事更加輝煌。與此同時，由於大陸上的時局緊張，對戰馬的需求也在迅速增加。軍方統一全國的賽馬會而成立“日本競馬會”，以加強對賽馬的控制。「帝室御賞典」隨後修改為3,200 米的長距離賽事，以滿足軍方對充滿耐力馬匹的需求。
隨戰爭局勢變得更加激烈，第二次中日戰爭爆發。1941年起由於各國對日本進行名為“ABCD包圍網”的經濟封鎖，導致物資短缺。在與之相伴的金屬製品的控制下，從同年春天起，「帝室御賞典」的金屬製獎盃改為頒發優勝盾牌。宮內省在製作新的優勝盾牌時委託東京高等工藝學校畑正吉教授設計，由鑄金匠持田增次郎製作，並用鍍金的菊花紋章（2英寸（約6厘米））和金屬板鑲嵌的“競馬恩賞”字樣裝飾的盾牌（所謂的“天皇盾”）。
天皇盾因在1944年春季作為「能力測試競走」舉行而取消下賜，同年秋季的「帝室御賞典」也被取消。

### 戰後的天皇賞
因戰亂而中斷的賽馬在戰爭結束後重新開始，於1947年春季因未下賜獎盃而改以“平和賞”的名義恢復舉辦。在1947年秋季原定舉行的“第2回平和賞”前一天，皇室決定授予天皇盾，但此後天皇盾變成了一個主盃，獲勝馬主需於賽後歸還，而馬主在賽後將獲得JRA製作的天皇盾複製品（大約是實物的三分之二大小）。該屆賽事突然從“平和賞”更名為“天皇賞”，更一度宣佈以“第1回天皇賞”名義舉行，其後主辦機構改以1937年秋季的「帝室御賞典」作為第一屆計算。
現時向馬主頒發的天皇盾正式名稱是“御紋付楯”（日语：御紋付楯），是一塊長56厘米、寬49.5厘米（最長部分）的木板上和鍍金的菊花御紋及「競馬恩賞」字樣金屬板鑲嵌而成，總重量約為5公斤。與其他賽事不同，由於天皇盾是天皇陛下御賜獨一無二的物品，為表敬意，不可徒手接觸天皇盾，因此在頒獎典禮上，獲勝馬主通常會戴上白手套接過天皇盾。
天皇盾通常存放在上一次舉辦比賽的馬場保險箱內。當下一次賽事臨近，天皇盾將運送至另一馬場。例如，秋季在東京競馬場的賽事完結後，會在東京存放半年左右，然後在春季賽前一到兩週運到京都。每年，天皇盾均在東京和京都的競馬場之間交替出現。由於天皇盾是獨一無二，所以沒有保險公司願意承保，因此JRA總務課的工作人員需直接領取，而不能聘請外部承包商運輸。過程通常是兩個或以上的工作人員押運，運輸過程主要乘坐東京和京都之間的新幹線，其他路程則乘坐的士。在乘坐新幹線期間，放在三人座位的中間座位上，而工作人員會坐在兩旁座位。而乘坐的士期間，工作人員也會將連同保護罩放在腿上貼身攜帶，而不能放在地上或放在後備箱裡。

## 春季天皇賞
春季天皇賞（日语：天皇賞（春））是日本中央競馬會在京都競馬場所舉辦供4歲或以上馬匹競逐的國際一級賽（GI），途程為草地3200米，通常於4月底或5月初舉行，列為日本春季古馬三冠大賽的次關，是於上半年舉辦的天皇賞賽事。

## 秋季天皇賞
秋季天皇賞（日语：天皇賞（秋））是日本中央競馬會在東京競馬場所舉辦供3歲或以上馬匹競逐的國際一級賽（GI），途程為草地2000米，通常於10月底或11月初舉行，列為日本秋季古馬三冠大賽的首關，是於下半年舉辦的天皇賞賽事。

## 天覽競馬
2005年，第132回秋季天皇賞以「天皇盃100週年」的副標題舉行，第125代天皇明仁及皇后美智子駕臨東京競馬場觀賞天皇賞賽事。最初原定於2004年進場觀賞，但考慮到當年賽事舉行前8天發生的新潟縣中越地震而取消。這是天皇首次親身觀賞天皇賞賽事，也是自1899年以來時隔106年再有天皇親身觀賞賽馬（所謂「天覽競馬」）。賽前，天皇陛下和皇后陛下在JRA賽馬博物館參觀了“天皇盃100週年 榮光之天皇賞展”。賽後，獲勝的騎師松永幹夫從馬背上向嘉賓席致以最崇高的敬禮。
2012年，第146回秋季天皇賞以「近代競馬150週年」的副標題舉行，時隔7年再次「天覽競馬」。該屆獲勝騎師杜滿萊曾在賽道上下馬並向貴賓席致以最崇高的敬禮，可是該行為違反了JRA的賽事規例，即除非馬匹出現問題否則禁止騎師在賽後於賽道內下馬，以確保賽事誠信（如防止重新裝上砝碼並返回過磅室），最終杜滿萊沒有因此而受罰。
2023年，第168回秋季天皇賞以「競馬法100週年紀念」為副標題舉行，第126代天皇德仁和皇后雅子駕臨觀賽，時隔11年再次「天覽競馬」。德仁在擔任皇太子時曾親身觀賞第81回東京優駿（日本打吡），這是他時隔9年再次親身觀賞賽馬賽事，亦是他即位天皇以來的首次天覽競馬，即是令和時代的第一次。賽前，天皇和皇后參觀了JRA賽馬博物館舉辦的「競馬法100週年紀念特別展：傳統的天皇賞──伴隨著的日本競馬史」展覽。賽後，獲勝的騎師李慕華從馬背上向貴賓席致以最崇高的敬禮。

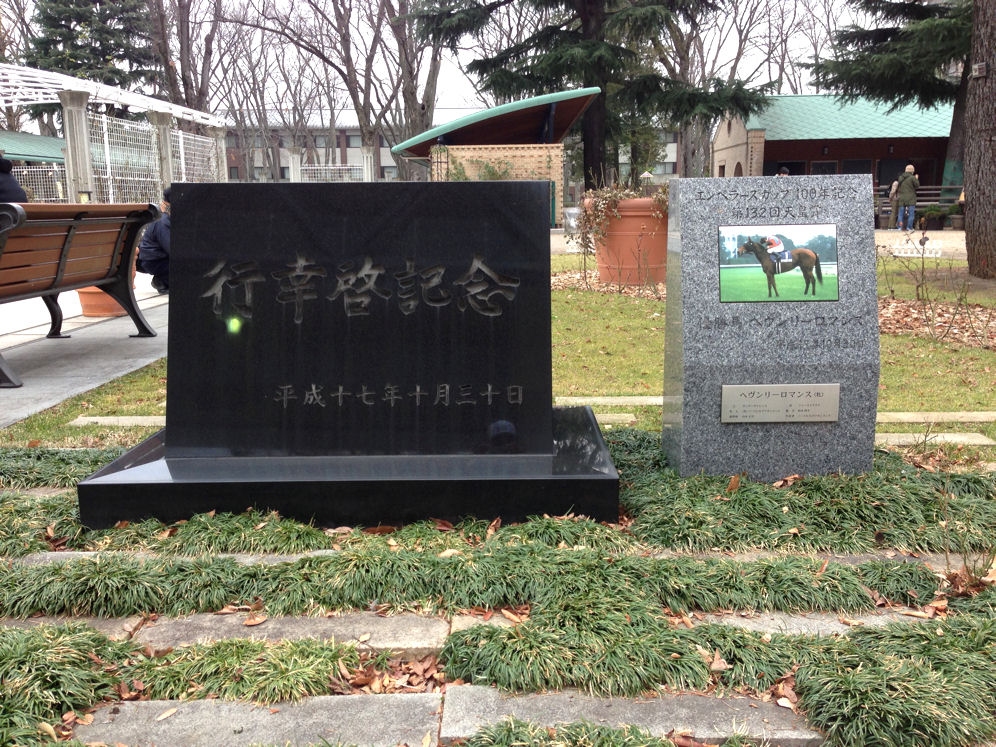
為紀念天皇及皇后出席第132回秋季天皇賞而立的「行幸啓紀念」碑。
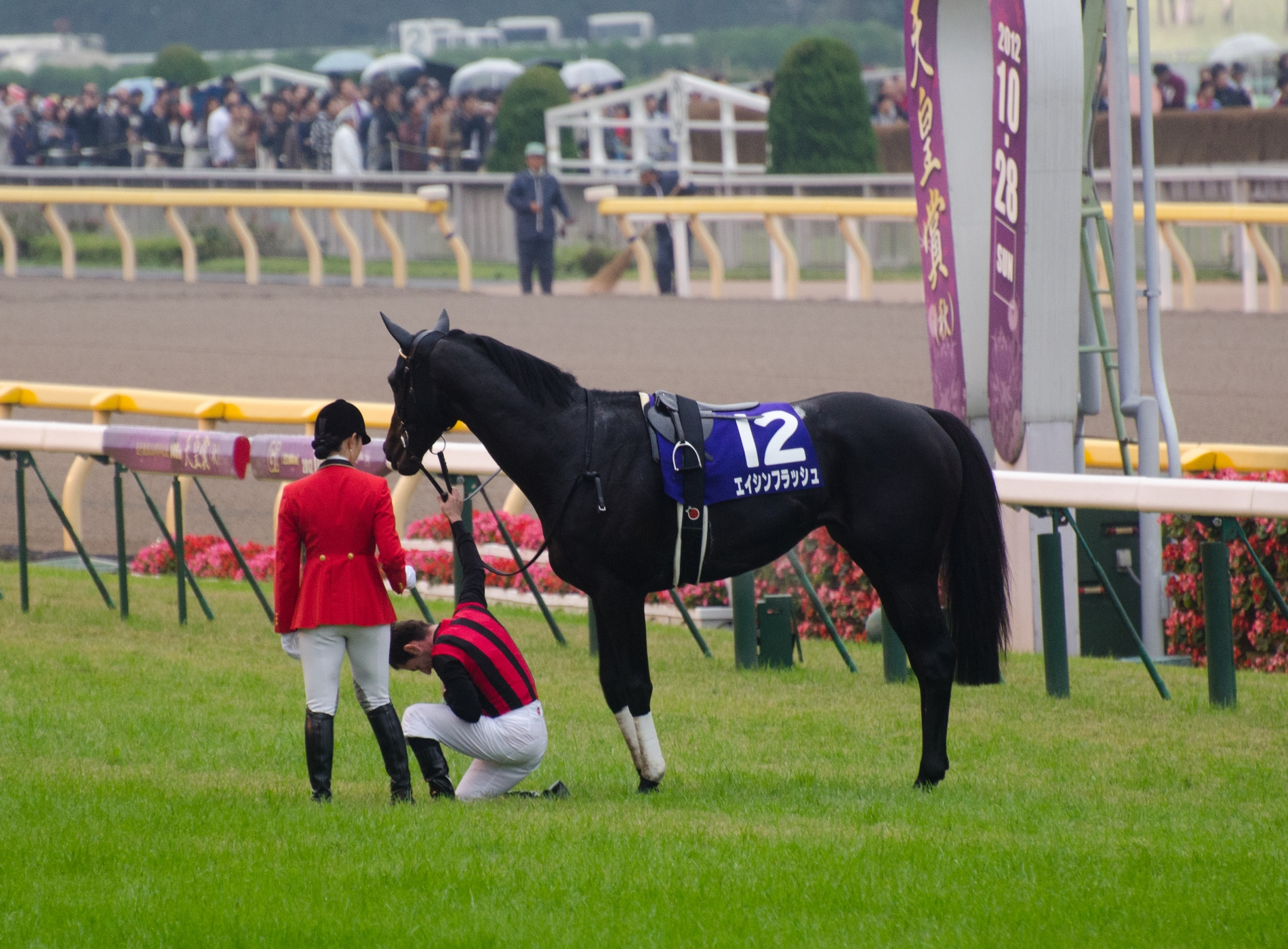
第146回秋季天皇賞的「天覽競馬」，騎師杜滿萊曾在賽道上下馬並向貴賓席致以最崇高的敬禮。
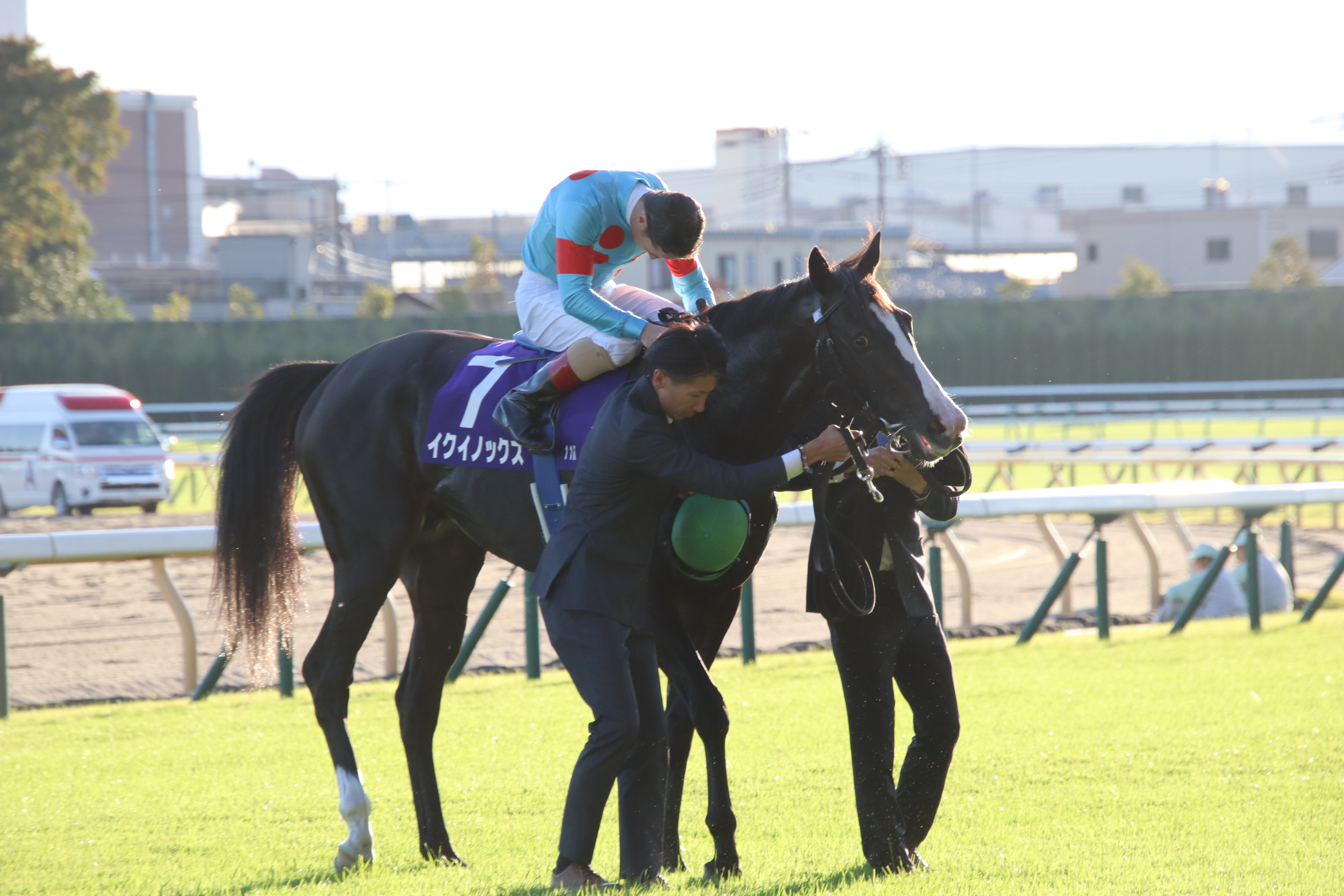
第168回秋季天皇賞的「天覽競馬」，騎師李慕華從「春秋分」背上向貴賓席致以最崇高的敬禮。